# Montlandon
 Montlandon  es una población y comuna francesa, en la región de  Centro, departamento de Eure y Loir, en el distrito de Nogent-le-Rotrou y cantón de La Loupe.

## Demografía
| 213 | 222 | 218 | 217 | 183 | 209 |
| Para los censos de 1962 a 1999 la población legal corresponde a la población sin duplicidades (Fuente: INSEE [Consultar]) |     |     |     |     |     |